# Tiko
Tiko er en by i det sydvestlige Cameroun med et indbyggertal (pr. 2005) på cirka 48.000. Byen er et af landets største turistmål og er samtidig et industrielt centrum med produktion af flere råvarer.